# Djupedalsleitet
Der Djupedalsleitet ist ein vereister Bergsattel im ostantarktischen Königin-Maud-Land. In den südlichen Filchnerbergen der Orvinfjella liegt er zwischen den Kopfenden des Gletschers im Djupedalen und des Snuggerudbreen.
Luftaufnahmen und Vermessungen der Dritten Norwegischen Antarktisexpedition (1956–1960) dienten seiner Kartierung. Seine Benennung erfolgte in Anlehnung an die Benennung des Djupedalen.